# Contabilidade do mundo antigo

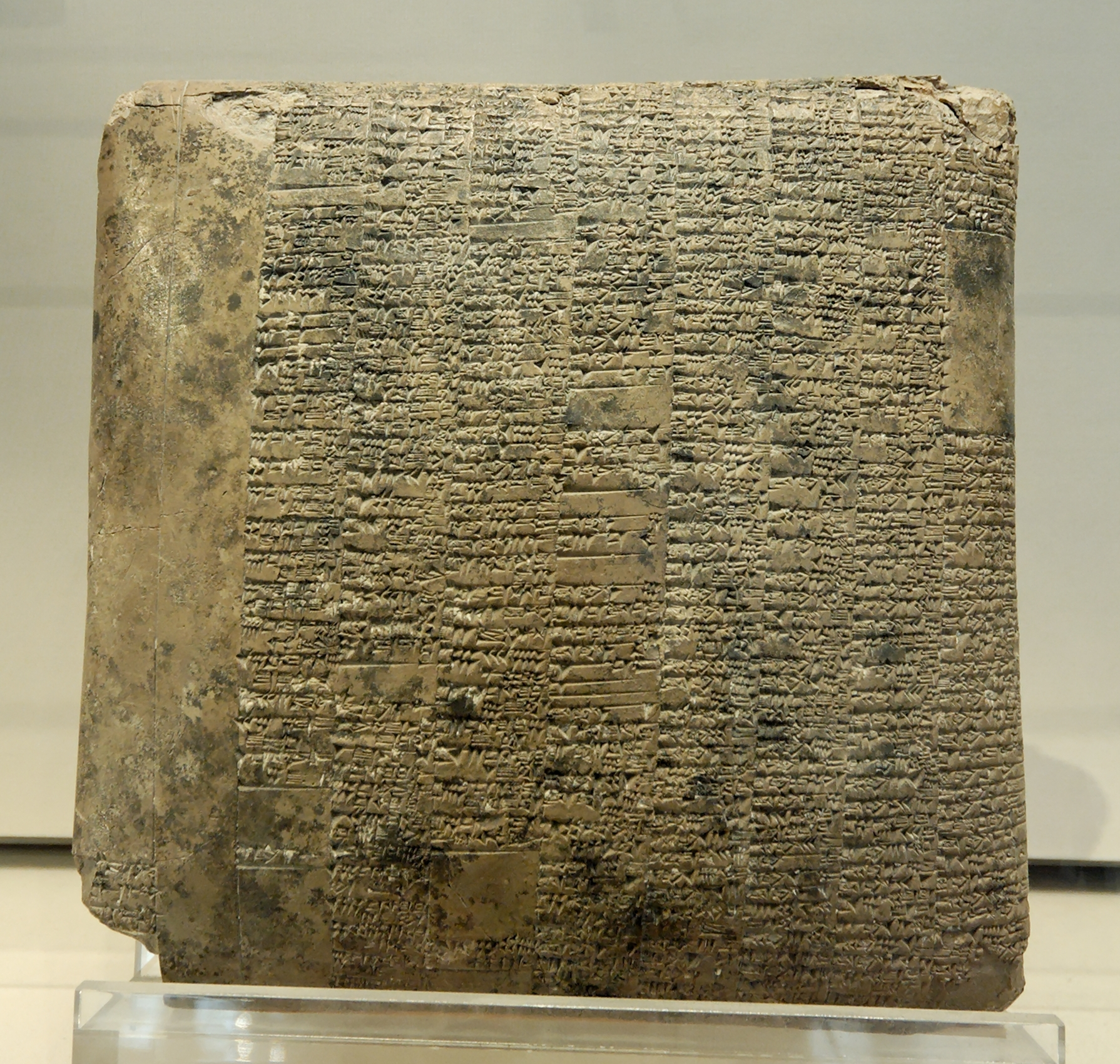
Tábua de barro de 2040 a.C. com balanço anual de uma oficina de cerâmica em Ur, na antiga Suméria, com registros de matérias-primas e dias de trabalho

Como manifestações da contabilidade do mundo antigo, os professores citam os vários registros dos sumérios-babilônios (escrita cuneiforme), egípcios e fenícios (que desenvolveriam o primeiro alfabeto), além dos mais recentes cretenses, gregos e romanos.

## Contabilidade na Roma Antiga
O antigo Império Romano tinha uma contabilidade bem desenvolvida, como se pode supor pela imensidão do império, que exigia uma contabilidade pública que fosse capaz de organizar, de maneira eficiente, uma vasta gama de recursos, distribuídos entre povos longínquos e de culturas díspares. A contabilidade imperial ficava centralizada na figura do contador-geral do Estado, cargo muito importante e que cuidava não só da contabilidade, mas também da gestão administrativa do império.
Os antigos romanos mantinham um livro contábil para cada atividade. 
Por exemplo: o livro Adversaria para o rascunho dos fatos; o Codex Accepti et Expensi para o movimento do caixa e contas-correntes; o Ratio Pecoris para os rebanhos; o Ratio Vinaria para o movimento vinícola; o Ratio Olearia para a produção de azeite; o Ratio Acceptorum et Datorum para os balanços e prestações de contas; o Ratio Operum Publicorum para as obras públicas; o Ratio Aquariorum para os serviços de água etc. Os registros contábeis eram, num primeiro momento, gravados com estiletes pontiagudos em tábuas de cera (o Museu de Conímbriga, em Portugal, possui exemplares dessas tábuas), para, em seguida, serem transferidos para os livros contábeis.